# Kelly Keeling
Kelly Keeling (Lafayette, 25 giugno 1966) è un cantante e chitarrista statunitense di heavy metal, noto per essere stato il frontman dei Baton Rouge, M.S.G. e delle band di John Norum e George Lynch.

## Discografia

### Solista
- 2005 - Giving Sight to the Eye

### Con i Baton Rouge

#### Album in studio
- 1990 - Shake Your Soul
- 1991 - Lights Out on the Playground
- 1997 - Baton Rouge

#### Raccolte
- 2006 - The Hottest of Baton Rouge

### Con i M.S.G.

#### Album in studio
- 1997 - The Unforgiven

#### Live
- 1998 - The Unforgiven World Tour Live
- 2006 - Tales of Rock'n'Roll

#### Raccolte
- 2003 - Forever and More, The Best of Michael Schenker

### Con John Norum

#### Album in studio
- 1995 - Another Destination
- 1996 - Worlds Away

#### Live
- 1997 - Face It Live '97

### Altri album
- 1991 - Alice Cooper - Hey Stoopid
- 1993 - Blue Murder - Nothin' But Trouble
- 1995 - Carmine Appice's Guitar Zeus - Carmine Appice's Guitar Zeus
- 1997 - Carmine Appice's Guitar Zeus - Guitar Zeus II:  Channel Mind Radio
- 2001 - King Kobra - Hollywood Trash
- 2001 - Heaven And Earth - Windows to the World
- 2001 - DBA - Doin' Business As...
- 2001 - Stuart Smith - Windows to the World
- 2002 - Erik Norlander - Music Machine
- 2003 - Jack Ponti - Volume 1
- 2004 - Erik Norlander - Stars Rain Down
- 2004 - George Lynch - Furious George
- 2004 - Dokken - Hell to Pay
- 2005 - Lana Lane - Lady Macbeth
- 2007 - JK Northrup - Wired In My Skin
- 2007 - The Screamin' Lords - Long Live Me
- 2008 - Don Dokken	- Solitary

### Tribute album
- 1994 - Smoke on the Water: A Tribute to Deep Purple
- 2000 - A Tribute to Grand Funk Railroad...an American Band